# Schkeuditz
Schkeuditz è una città di 18.150 abitanti della Sassonia, in Germania.

Appartiene al circondario della Sassonia Settentrionale.
Schkeuditz si fregia del titolo di "Grande città circondariale" (Große Kreisstadt).

## Amministrazione

### Gemellaggi
Schkeuditz è gemellata con:
- Bühl
- Oslavany
- Seelze
- Villefranche-sur-Saône